# Jack och Gus
Jack och Gus (engelska: Jaq and Gus) är två fiktiva möss i den animerade Disney-långfilmen Askungen från 1950. De är goda vänner till filmens protagonist, den missgynnade flickan Askungen. Jack är till utseendet smal och klädd i orange jacka, röd tröja, röd luva och bruna tofflor medan Gus har rund kroppsform och är klädd i gul kortärmad skjorta, grön luva och bruna tofflor.
De är i Sverige kända för att varje julafton dyka upp i ett inslag som sänds i Kalle Anka och hans vänner önskar God Jul. I inslaget hörs 1967 års röster av Askungen, där båda mössen görs på svenska av Tor Isedal. Originalrösterna på engelska 1950 gjordes av James MacDonald. Mössens utformning och animering gjordes i huvudsak av Ward Kimball och John Lounsbery, båda tillhörandes den  grupp av animatörer som kallades Disney's Nine Old Men.
Förutom sin medverkan i filmen Askungen har de även dykt upp i flera tecknade serier, som boende på Farmor Ankas gård.